# Centaurea hyssopifolia
Centaurea hyssopifolia là một loài thực vật có hoa trong họ Cúc. Loài này được Vahl mô tả khoa học đầu tiên năm 1790.